# Kenny Stamatopoulos
Kyriakos Stamatopulos (ur. 28 sierpnia 1979 w Kalamacie) – kanadyjski piłkarz pochodzenia greckiego występujący na pozycji bramkarza.

## Kariera klubowa
Stamatopulos urodził się w Grecji, ale gdy miał 6 miesięcy emigrował z rodziną do Kanady. Tam trenował hokej na lodzie, baseball oraz futbol amerykański. W 1996 roku powrócił z rodziną do Grecji, gdzie rozpoczął karierę piłkarską. Jego pierwszym zawodowym klubem była PAE Kalamata, do której trafił w 1999 roku. W ciągu czterech lat rozegrał tam 13 spotkań w Beta Ethniki.
W 2003 roku odszedł do szwedzkiego klubu Enköpings SK. W Allsvenskan zadebiutował 6 lipca 2003 w wygranym 3:1 meczu z GIF Sundsvall. W sezonie 2003 spadł z klubem do Superettan, a rok później do Division 1. Wówczas został graczem drugoligowego Bodens FK, z którym w sezonie 2005 również spadł do Division 1.
W 2006 roku Stamatopulos podpisał kontrakt z norweskim zespołem Tromsø IL. W Tippeligaen zadebiutował 9 kwietnia 2006 w przegranym 1:3 meczu z Molde FK. W sezonie 2007 grał na wypożyczeniu w kanadyjskim Toronto FC. Sezon 2009 spędził na wypożyczeniach w Lyn Fotball oraz Fredrikstad FK. W marcu 2010 przeszedł na wypożyczenie do szwedzkiego zespołu AIK Fotboll.

## Kariera reprezentacyjna
W reprezentacji Kanady Stamatopulos zadebiutował 14 listopada 2001 w przegranym 1:2 towarzyskim meczu z Maltą. W 2002 roku był uczestnikiem Złotego Pucharu CONCACAF, na którym nie rozegrał żadnego spotkania, a który Kanada zakończyła na 3. miejscu. W 2009 roku ponownie został powołany do kadry na Złoty Puchar CONCACAF, podczas którego również nie zagrał ani razu, a Kanada odpadła z turnieju w ćwierćfinale.